# ملبنة مجعدة
المُلَبِّنَة المُجعَّدة (باللاتينية: Lactobacillus crispatus) نوع شائع عصوي من جنس المُلَبِّنَات ومن بكتيريا حمض اللبن الموجودة في المهبل في الإفرازات المهبلية، وفي وقناة الفقاريات الهضمية. تعيش هذه الأنواع في النبيت المهبلي ويُقال أنها مفيدة للصحة.
تتوفر بعض السلالات تجاريًا معينات حيوية تستخدمها النساء اللاتي يعانين من التهابات المسالك البولية المتكررة في فترة ما قبل انقطاع الطمث وبعد انقطاعه.